# Цзиньшуй
Цзиньшу́й (кит. упр. 金水, пиньинь Jīnshuǐ) — район городского подчинения городского округа Чжэнчжоу провинции Хэнань (КНР). Название района происходит от реки Цзиньшуйхэ.

## История
С 1913 года эти места входили в состав уезда Чжэнсянь (郑县). В 1948 году было произведено разграничение: урбанизированная территория уезда была выделена в город Чжэнчжоу, а в составе уезда осталась только сельская местность. В 1953 году уезд Чжэнсянь был ликвидирован, а его территория стала Пригородным районом (郊区) Чжэнчжоу.
В 1960 году в составе Пригородного района была создана коммуна Цзиньшуй. В апреле 1961 года она была преобразована в район Цзиньшуй.

## Административное деление
Район делится на 19 уличных комитетов.